# Albalá
Albalá là một đô thị trong tỉnh Cáceres, Extremadura, Tây Ban Nha. Theo điều tra dân số 2006 (INE), đô thị này có dân số là 850 người.

## Biến động dân số
| 890 | 832 | 858 | 850 | 848 | 859 | 858 | 878 | 860 | 850 |

39°15′B 06°11′T / 39,25°B 6,183°T